# Aleh Butkewitsch

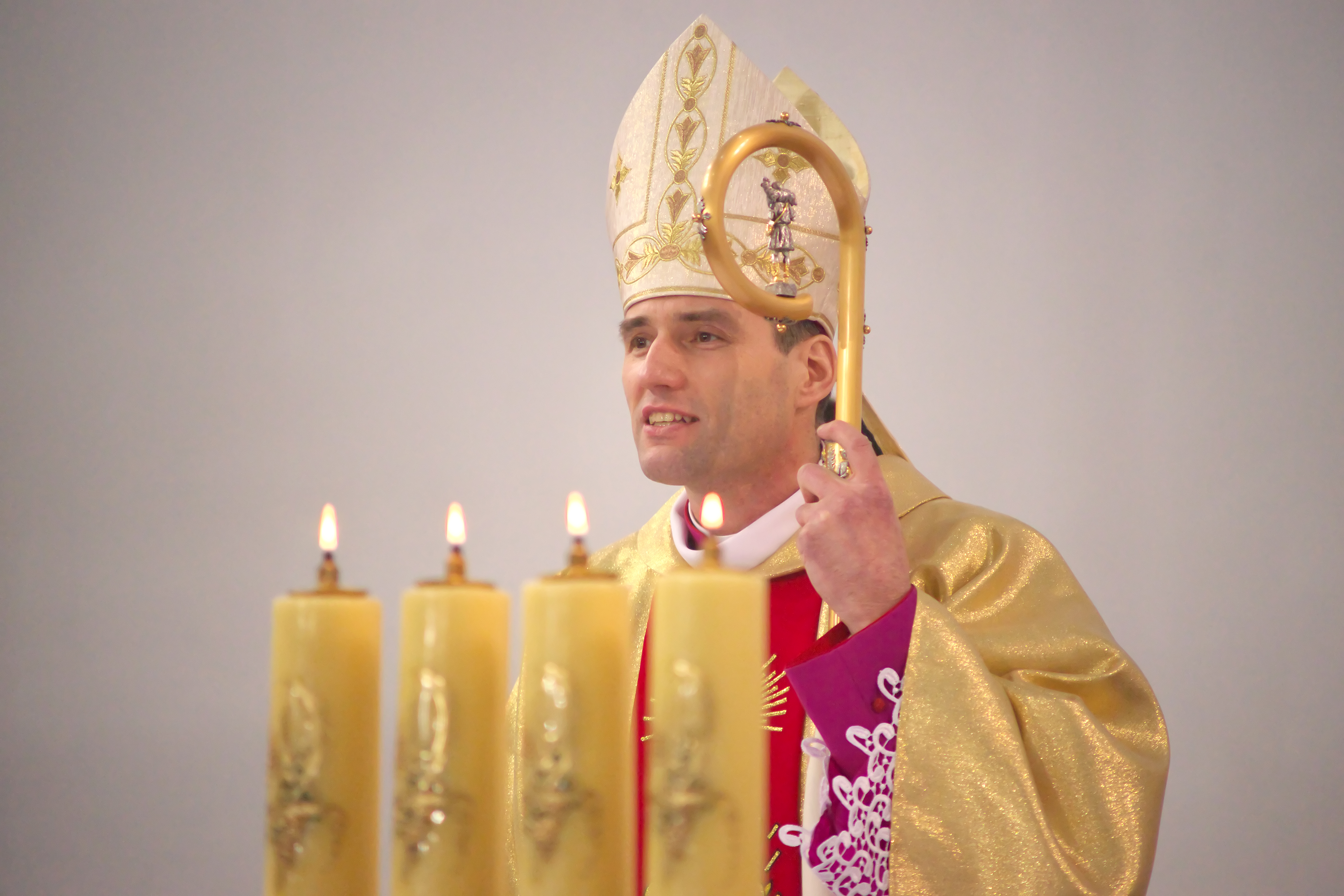
Aleh Butkewitsch

Bischofswappen von Aleh Butkewitsch

Aleh Butkewitsch (belarussisch Алег Буткевіч; * 18. März 1972 in Braslau, Wizebskaja Woblasz, Belarussische SSR) ist Bischof von Wizebsk.

## Leben
Aleh Butkewitsch empfing am 13. Mai 2000 das Sakrament der Priesterweihe.
Am 29. November 2013 ernannte ihn Papst Franziskus zum Bischof von Witebsk. Der Apostolische Nuntius in Belarus, Erzbischof Claudio Gugerotti, spendete ihm am 18. Januar 2014 die Bischofsweihe; Mitkonsekratoren waren der Erzbischof von Minsk-Mahiljou, Tadeusz Kondrusiewicz, und der Bischof von Hrodna, Aleksander Kaszkiewicz.
Seit Juli 2021 ist er Vorsitzender der belarussischen Bischofskonferenz.